# Maesa sayersii
Maesa sayersii är en viveväxtart som beskrevs av Herman Otto Sleumer. Maesa sayersii ingår i släktet Maesa och familjen viveväxter. Inga underarter finns listade i Catalogue of Life.